# 木幡川
木幡川（こはたがわ）は、福島県二本松市と福島市を流れる河川であり、一級水系阿武隈川水系の一次支流である。

## 地理
福島県二本松市北東部、木幡地区を流れる。地区西部の伊達郡川俣町との市町境にほど近い木幡山南西麓を源流とし、木幡地区中心部へ東流する。その後は北へ流れを変え、最下流部で福島市と二本松市の市境を成しながら阿武隈川に注ぐ。指定区間流路延長は6.72Km。上流部では概ね福島県道117号二本松川俣線に沿う。

## 流域の自治体
福島県
- 二本松市
- 福島市

## 主な支流
- 温井川

## 主な橋梁
下流より記載
- 新田橋（福島・二本松市道）
- 和代橋（二本松市道）
- 問屋橋（二本松市道）
- 大原橋（福島県道117号二本松川俣線）
- 坂ノ下橋（福島県道40号飯野三春石川線）
- お出合橋（福島県道305号木幡飯野線）
- 新玉泉橋（二本松市道）

## 周辺
- 木幡山
  - 隠津島神社
- 木幡郵便局